# Saíde ibne Iázide ibne Alcama Alazedi
Saíde ibne Iázide ibne Alcama Alazedi (em árabe: سعيد بن يزيد بن علقمة الأزدي; romaniz.: Sa'id ibn Yazid ibn Alqama al-Azdi)‎ foi o governador do Egito pelo Califado Omíada em 682-684.

## Vida
Árabe da Palestina, Saíde ibne Iázide foi nomeado pelo califa Iázide I (r. 680–683) para suceder Maslama ibne Mucalade Alançari como governador do Egito após a morte deste último no início de 682. Embora tentasse apresentar uma imagem de continuidade mantendo o saíbe da xurta (chefe de segurança e deputado de facto) de Maslama, Abis ibne Saíde Almuradi, a comunidade de colonos árabes locais (uju) opôs-se a ele como um estranho.
Em 683, a Segunda Fitna eclodiu, e logo após a morte de Iázide em novembro, Abedalá ibne Zobair foi reconhecido como califa em Meca. Ibne Zobair ganhou o apoio dos carijitas no Egito e enviou um governador de sua preferência, Abederramão ibne Uteba Alfiri, para a província. Saíde ibne Iázide optou por não oferecer resistência e simplesmente se aposentou. O regime zobaírida apoiado pelos carijitas era ainda mais impopular com os ujus e durou menos de um ano antes que os líderes ujus pedissem ajuda ao califa omíada Maruane I (r. 684–685), que reconquistou a província em dezembro de 684.